# Liberalisering
Liberalisering indebærer generelt set en lempelse af tidligere lovgivning eller praksis, særligt indenfor sociale eller økonomiske spørgsmål.
På det sociale område drejer en liberalisering sig typisk om lempelse af love, der regulerer skilsmisser, abort, homoseksualitet eller narkotika.
Indenfor økonomien kan liberalisering indebære frihandel eller privatisering, men liberalisering forudsætter ikke en privatisering. F.eks. har EU liberaliseret gas- og el-markedet og skabt et system med konkurrence, men nogle af de ledende europæiske energiselskaber ejes stadig helt eller delvist af staterne, eksempelvis svenske Vattenfall.
| Politik | Spire Denne artikel om politik og ideologi er en spire som bør udbygges. Du er velkommen til at hjælpe Wikipedia ved at udvide den. |